# Betty Amongi
Betty Amongi Akena, (nhũ danh Betty Amongi Ongom), nhưng thường được gọi là Betty Amongi, là một chính trị gia người Uganda. Bà là Bộ trưởng Nội các về Đất đai, Phát triển Nhà ở và Đô thị trong Nội các Uganda. Bà được bổ nhiệm vào vị trí đó vào ngày 6 tháng 6 năm 2016. Bà cũng là thành viên đương nhiệm của quốc hội đại diện cho Quốc hội Nam Oyam trong Quốc hội khóa 10 (2016 đến 2021).

## Bối cảnh và giáo dục
Betty Amongi được sinh ra ở quận Oyam, tiểu vùng Lango, ở khu vực phía Bắc của Uganda, vào ngày 15 tháng 11 năm 1975. Năm 1996, bà vào Đại học Makerere, tốt nghiệp Cử nhân Nghệ thuật về khoa học chính trị và hành chính công. Sau đó vào năm 2009, bà đã được trao bằng thạc sĩ nghệ thuật về quan hệ quốc tế và nghiên cứu ngoại giao.
Betty Amongi lần đầu tiên được bầu vào quốc hội năm 2001. Bà đã được bầu lại vào năm 2006, 2011 và 2016. Trong một động thái bất ngờ sau cuộc bầu cử tổng thống và quốc hội ngày 20 tháng 2 năm 2016, Tổng thống Yoweri Museveni của đảng chính trị Phong trào Kháng chiến Quốc gia cầm quyền, đã đưa bà vào cương vị Bộ trưởng Bộ Đất đai, Phát triển Nhà ở và Đô thị, mặc dù bà có liên kết với Quốc hội đối lập ở Uganda.

## Cá nhân
Vào ngày 6 tháng 4 năm 2013, Betty Amongi kết hôn với Jimmy Akena, thành viên của Nghị viện Lira, đồng thời là chủ tịch của Quốc hội Nhân dân đối lập ở Uganda. Akena là con trai của Milton Obote, cựu Thủ tướng hai lần và Tổng thống của Uganda. Cuộc hôn nhân truyền thống này diễn ra tại quận Minakulu, quận Oyam và có sự tham dự của 32 thành viên quốc hội. Tổng thống Yoweri Museveni, một người bạn của cặp đôi, cũng đến tham dự đám cưới.